# سامسوندين أورو
سامسوندين أورو (بالإسبانية: Samsondin Ouro)‏ هو لاعب كرة قدم توغولي في مركز الوسط، ولد في 2 مارس 2000 في رويتلينغن في ألمانيا لعب سابقاً في نادي العدالة السعودي ومنتخب توغو.

## وصلات خارجية
- سامسوندين أورو على موقع ناشيونال فوتبول تيمز (الإنجليزية)
- سامسوندين أورو على موقع Soccerway.com (الإنجليزية)
- سامسوندين أورو على موقع عالم كرة القدم.نت (الإنجليزية)